# Kham
| Tibetische Bezeichnung                 |
| -------------------------------------- |
| Tibetische Schrift: ཁམས་               |
| Wylie-Transliteration: khams           |
| Aussprache in IPA: [kʰam]              |
| Offizielle Transkription der VRCh: Kam |
| THDL-Transkription: Kham               |
| Andere Schreibweisen: —                |
| Chinesische Bezeichnung                |
| Traditionell: 西康                     |
| Vereinfacht: 西康                      |
| Pinyin:Xīkāng                          |

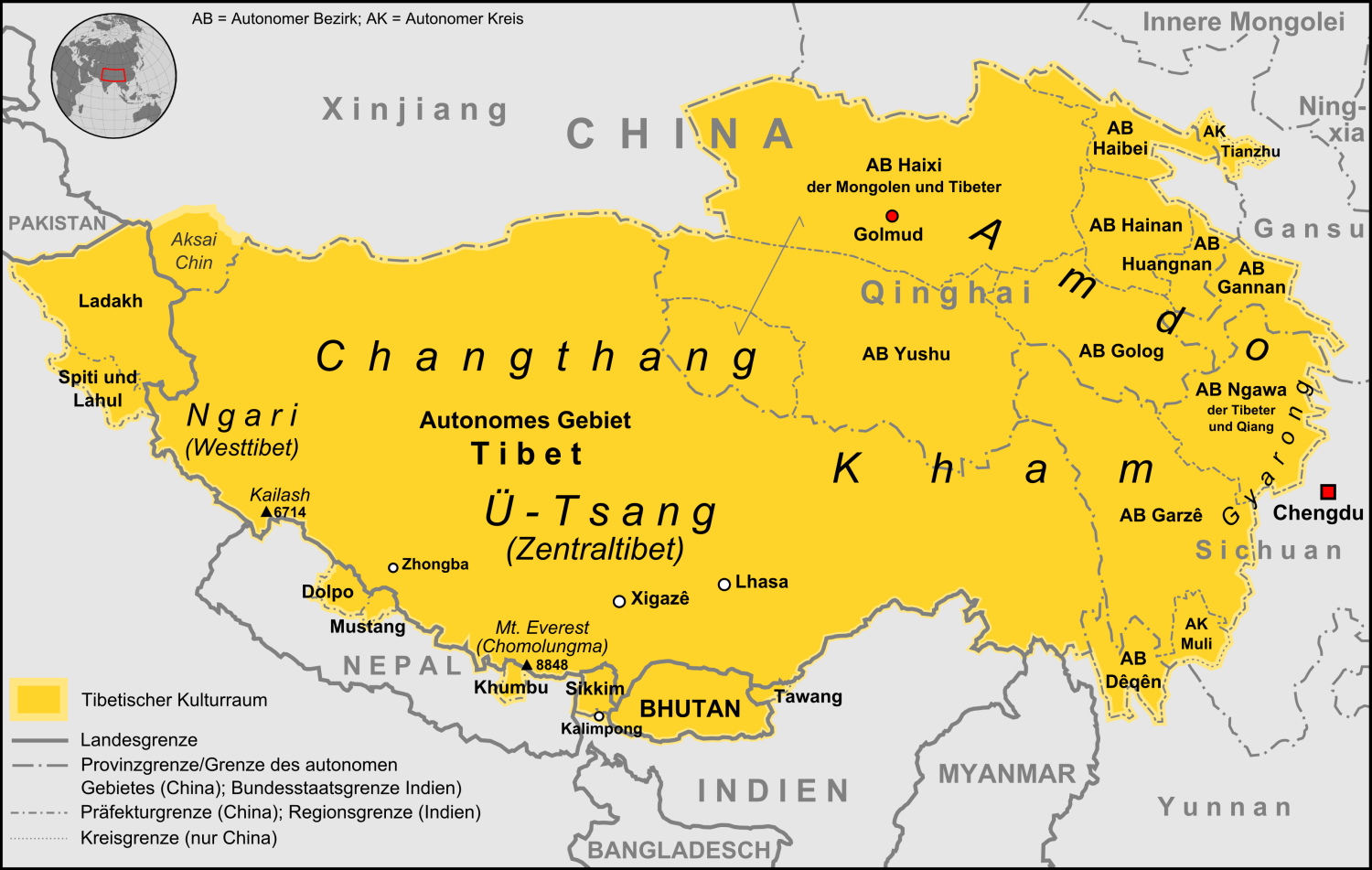
Kham als Teil des tibetischen Kulturraums

Kham ist eine osttibetische Region, die sich zu einem Teil über den Osten des heutigen Autonomen Gebiets Tibet der Volksrepublik China sowie Teile der chinesischen Provinzen Qinghai, Sichuan und Yunnan erstreckt. Die Region wurde während der Herrschaft der Republik China (1912–1949) Xikang (西康省) genannt, die sich allerdings nicht über das gesamte Kham erstreckte. Gängiger westlicher Auffassung nach teilte die Volksrepublik China Kham später auf andere  Provinzen auf. In der Tat jedoch hatten sich entsprechende Verwaltungsgliederungen bereits in der späten Kaiserzeit Chinas (Qing-Dynastie 1644–1911) herausgebildet, deren Grundlage nicht zuletzt die starke regionale Gliederung aufgrund der politischen Zersplitterung Khams war.

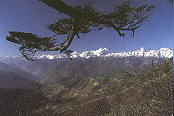
Der Gebirgszug Minya Konka

## Gliederung
Kham umfasst nach gegenwärtiger politisch-administrativer Gliederung 50 Kreise, von denen heute 16 zu Sichuan, drei zu Yunnan, sechs zu Qinghai und 25 zum Autonomen Gebiet Tibet gehören. Diese sind zudem Teil von einer Stadt und zwei Regierungsbezirken des Autonomen Gebiets Tibet (Qamdo, Nagqu und Nyingchi), zwei autonomen Bezirken Sichuans (Garzê und Ngawa) sowie je einem autonomen Bezirk Qinghais (Yushu) und Yunnans (Dêqên).

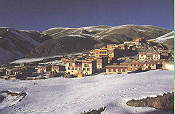
Das Großkloster Lithang

Kham wird zusammen mit Amdo als eine der drei ehemaligen Provinzen Tibets (cholka sum) bezeichnet, war jedoch nie eine administrative Einheit. Bis ins 19. Jahrhundert taucht der Begriff zwar separat auf, häufig aber in Kombination mit (A)mdo als Dokham (mdo khams) oder wird im Sinne dieser Kombination stellvertretend für Osttibet insgesamt aufgefasst. Politisch-historisch war Kham ein Konglomerat aus verschiedenen eigenständigen Herrschaften (Königreiche Derge, Nangchen und Poyül), Lama-Fürstentümern (Dragyab, Riwoche, Muli) und teilweise von Lhasa (z. B. Pashö) oder auch von chinesischen Provinzen abhängigen Gebieten.

## Geographie

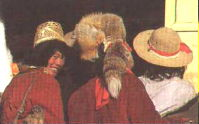
Khampas: Einwohner Khams

Geographisch hebt sich Kham von Amdo grob umrissen durch das Einzugsgebiet der Oberläufe der Flüsse Jangtsekiang (tib. Dri Chu), Mekong (tib. Dza Chu), Salween (tib. Nag Chu / Ngül Chu) und ihrer Nebenflüsse ab – mit weiten, von Nomaden genutzten Hochlandsteppen im Norden und den zwischen den Flusstälern und Schluchten gelegenen Hochtälern bzw. ‑ebenen (den sog. sgangs) sowie ackerbaulich genutzten Tälern, die zumeist entlang der Nebenflüsse der Hauptströme dichter besiedelt sind.

## Bevölkerung
Die Einwohner Khams nennen sich demgemäß auch nicht Böpa (bod pa), wie der tibetische Begriff für Tibeter lautet, sondern Khampa (khams pa).
Kham als Provinz zu bezeichnen ist im Sinn einer Kulturprovinz richtig. Dieser tibetische Kulturraum Khams ist zudem einer der bedeutendsten und abwechslungsreichsten im Hochland von Tibet. Berühmte Klöster und Kulturzentren sind Jyekundo (chin. Yushu), das ehemalige Königreich De(r)ge (mit der berühmten Druckerei Dege Parkhang), Kandse, Lithang, Qamdo (Chamdo) und Dragyab.

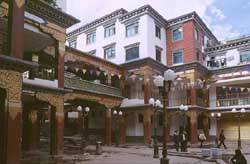
Qamdo: junge Stadtentwicklung im alten Tibet

## Geschichte
Vom Zusammenbruch des tibetischen Königshauses im 10. Jahrhundert bis in die 1950er Jahre haben sich die Bewohner von Kham ein hohes Maß an Unabhängigkeit sowohl von Lhasa als auch von Peking erhalten. Dies war vor allem durch die Oberflächengestalt des Landes möglich. Dabei wurde Kham nie von einem einzigen König oder Lamafürsten beherrscht, sondern es gab immer eine große Anzahl regionaler Herrscher, als deren bedeutendster der Dege Gyalpo, „König von Dege“ angesehen werden kann. Nach der Eroberung Osttibets um 1639/1640 (Feldzug gegen den König von Beri in Kham) und der anschließenden Unterwerfung der Könige von Tsang 1641 durch den im nördlichen Amdo herrschenden Khoshuud-mongolischen Fürsten Gushri Khan deklarierte dieser sich zum König von Tibet. Damit unterstand seit mehreren Jahrhunderten der gesamte tibetische Siedlungsraum wieder einer einheitlichen, wenn auch mongolischen Herrschaft.
Die besondere Beziehung zwischen Gushri Khan und dem 5. Dalai Lama Ngawang Lobsang Gyatso führte dazu, dass unter dem Mongolenfürsten die weltliche Macht über West-, Nord- und Zentraltibet sowie Kham (nicht Amdo, wo die Khoshuud residierten) nach und nach in die Hände des Dalai Lamas überging. Diese Machtverhältnisse dauerten bis ins frühe 18. Jahrhundert an, als Tibet in mongolische Hegemonialkämpfe in der Zeit des Fürsten Lhabzang Khan hineingezogen wurde. Das hatte nicht nur den Zerfall der in Lhasa zentrierten Macht zur Folge, sondern auch das Wiedererstarken der Regionalfürsten, die sich im Osten Khams der wachsenden Macht der in Tibet eingreifenden Qing-Dynastie nicht mehr entziehen konnten. Fortan (ab 1728) rechneten die östlichen Gebiete Khams formell zu den chinesischen Provinzen Sichuan und Yunnan, wenngleich die Lokalfürsten sich noch immer ein sehr hohes Maß an Autonomie – sowohl vom Kaiserhof wie auch von Lhasa – bewahren konnten.

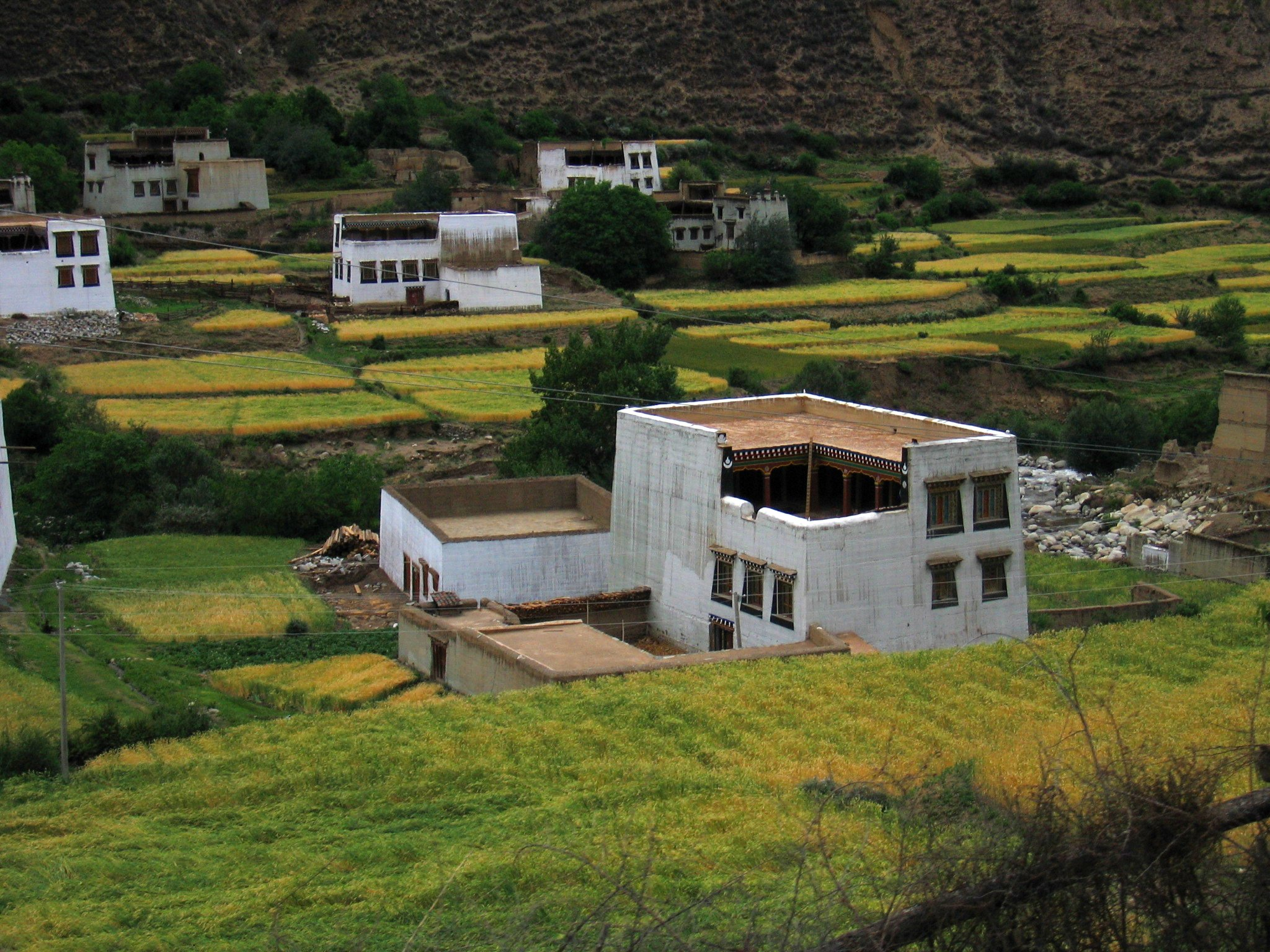
Traditionelle Häuser bei Xiangcheng

Im Jahr 1932 wurde zwischen dem chinesischen Kriegsherrn Liu Wenhui und tibetischen Truppen ein Abkommen unterzeichnet, welches die Teilung Khams in zwei Regionen vorsah: Ost-Kham, das von chinesischen Beamten verwaltet wurde, und West-Kham, welches unter tibetische Kontrolle gestellt wurde. Als Grenze zwischen Ost- und West-Kham galt der Jangtse. Ost-Kham wurde später zur chinesischen Provinz Xikang, das allerdings auf dem Papier auch den westlich des Jangtse gelegenen Teil umfasste. Dort war aber weder die Präsenz von Beamten der chinesischen Bürokratie noch von Truppen gegeben.
Nach der Niederlage der Kuomintang gegen die  Kommunisten im  chinesischen Bürgerkrieg fiel der Osten Khams kampflos an das kommunistische China. Im Jahr 1950 überschritt die Volksbefreiungsarmee den Jangtse, drang nach West-Kham ein und besetzte nach der Kapitulation des tibetischen Gouverneurs von Qamdo, Ngapoi Ngawang Jigmê, die Stadt und das umliegende Gebiet. Es wurde als ein spezielles Territorium namens Qamdo in die chinesische Verwaltung eingebunden. Die Provinz Xikang wurde 1955 aufgelöst, Ost-Kham wurde in die Provinz Sichuan eingegliedert, während der Westen Khams dem Machtbereich der Lhasa-Regierung zugeschlagen wurde. Letzterer wurde 1965 zum heutigen Autonomen Gebiet Tibet. Dabei blieb der Jangtse die Grenze zwischen Sichuan und Tibet.